# 孔夷吾
孔夷吾（？—？），鲁国人，孔子后裔，代次不详，孔衍的族人。
孔夷吾有美名，虽然学识不如孔衍渊博，但接触社会的声誉超过孔衍。晋元帝任命孔夷吾为主簿，转任参军，不久升任侍中，又转任太子左卫率。孔夷吾死后，被追赠为太仆。